# Karlsborg
Karlsborg är en tätort och centralort i Karlsborgs kommun, belägen vid Vätterns västra strand. Tätorten avgränsas i väster av Bottensjön. Göta kanal delar tätortens centrum med bostadskvarteren i norr.

## Historia
Samhället, som före 1832 hade namnet Rödesund, växte upp bredvid Karlsborgs fästning som började anläggas 1819. Det var allra först en marknadsplats, och blev bostadsområde för personal vid fästningens verksamheter och växte upp till en tätort, mycket tack vare Göta kanal som går genom samhället.

### Militärorten

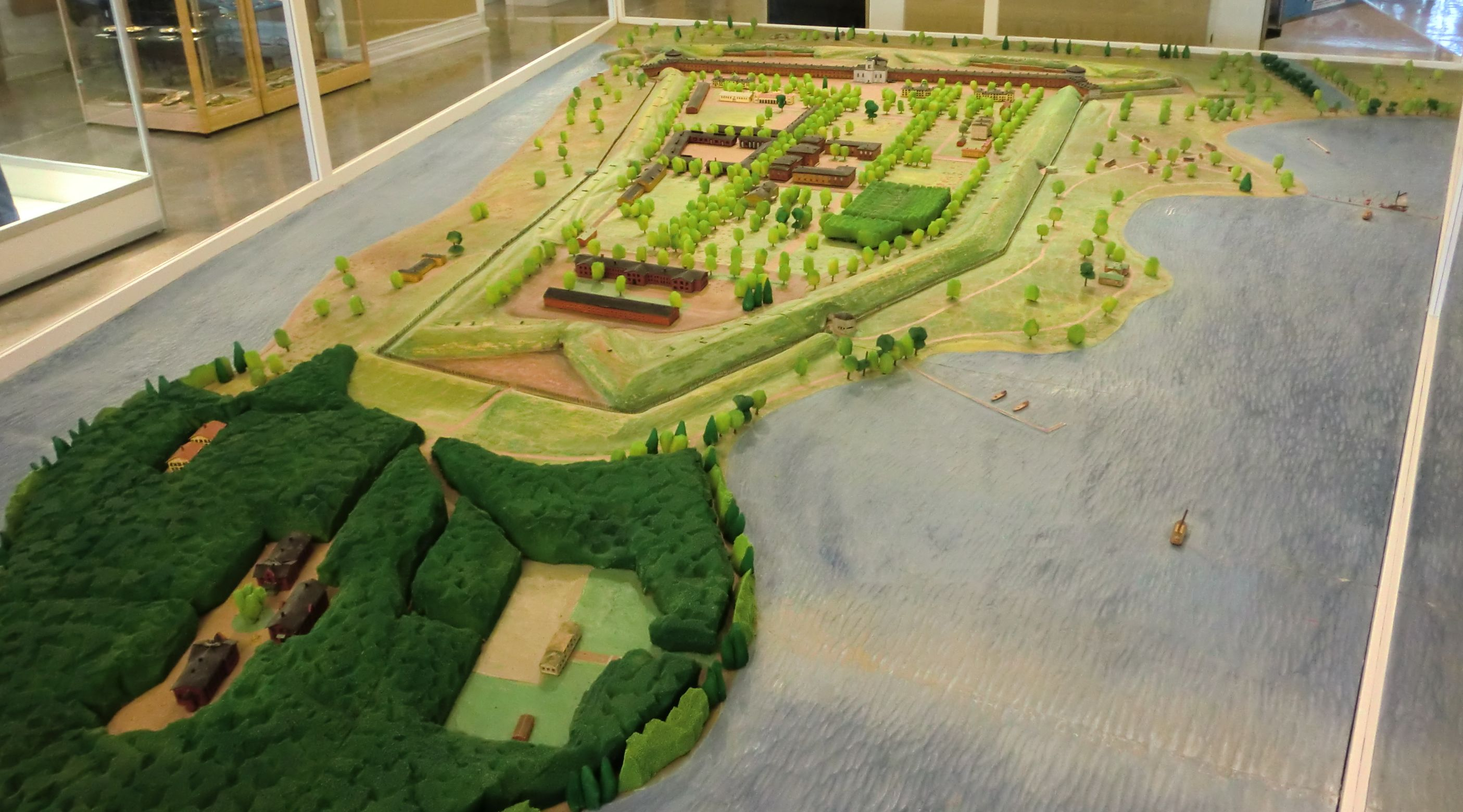
Modell över Karlsborgs fästning

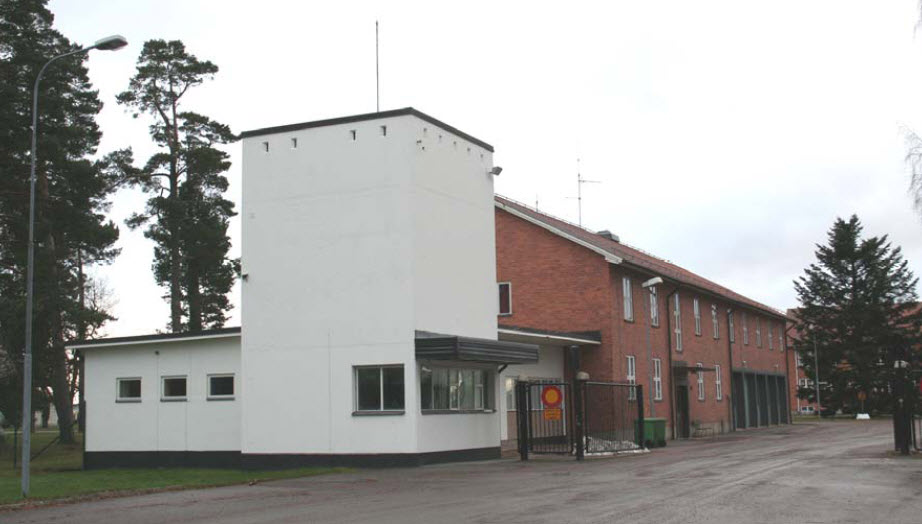
Flottiljvaktens kasern.

Karlsborg är känt för Karlsborgs fästning som byggdes under åren 1819–1909 som en del i det så kallade centralförsvarssystemet där en rad starka fästningar planerades i det inre av Sverige. Karlsborg var tänkt att fungera som Sveriges reservhuvudstad, med plats i fästningen för bland annat riksdag, regering, valutareserv och kungahus vid krig eller annan fara. Karlsborgs slogan är än idag Sveriges reservhuvudstad.
I Karlsborg finns bland annat Polishundtjänsten, med uppdrag att utbilda svenska polisens hundförare (instruktörer). Dessutom har polisen diverse kravallutbildningar förlagda till Karlsborg.
I Karlsborg ligger Karlsborgs garnison där bland annat Livregementets husarer (K 3) ingår och tidigare Västgöta flygflottilj (F 6) mellan åren 1939 och 1994. Flottiljområdet och byggnaderna används idag till skolor och företag. Den 30 april 2007 återupptogs verksamheten vid Karlsborgs flygplats, genom att svenska staten köpte tillbaka marken från Karlsborgs kommun.
Vissa delar har på senare år köpts tillbaka av staten för bland annat utbildning av luftburen bataljon vid Livregementets husarer.
I Karlsborg fanns mellan åren 1916 och 2001 Karlsborgs radiostation.
Den första militära brevduveverksamheten i Sverige fanns i Karlsborg. 1887 började man träna duvor på sträckorna Örebro-Karlsborg och Bråviken-Karlsborg. Denna verksamhet lades dock ned i slutet av 1890-talet.

### Befolkningsutveckling
| Befolkningsutvecklingen i Karlsborg 1960–2020 | Befolkningsutvecklingen i Karlsborg 1960–2020 | Befolkningsutvecklingen i Karlsborg 1960–2020 | Befolkningsutvecklingen i Karlsborg 1960–2020 | Befolkningsutvecklingen i Karlsborg 1960–2020 |
| --------------------------------------------- | --------------------------------------------- | --------------------------------------------- | --------------------------------------------- | --------------------------------------------- |
|                                               |                                               |                                               |                                               |                                               |
| År                                            |                                               |                                               | Folkmängd                                     | Areal (ha)                                    |
| 1960                                          | 1960                                          |                                               | 4 581                                         |                                               |
| 1965                                          | 1965                                          |                                               | 4 198                                         |                                               |
| 1970                                          | 1970                                          |                                               | 4 026                                         |                                               |
| 1975                                          | 1975                                          |                                               | 4 332                                         |                                               |
| 1980                                          | 1980                                          |                                               | 4 310                                         |                                               |
| 1990                                          | 1990                                          |                                               | 4 204                                         | 532                                           |
| 1995                                          | 1995                                          |                                               | 3 941                                         | 532                                           |
| 2000                                          | 2000                                          |                                               | 3 693                                         | 538                                           |
| 2005                                          | 2005                                          |                                               | 3 574                                         | 538                                           |
| 2010                                          | 2010                                          |                                               | 3 551                                         | 540                                           |
| 2015                                          | 2015                                          |                                               | 3 624                                         | 519                                           |
| 2020                                          | 2020                                          |                                               | 3 749                                         | 508                                           |
| Anm.: Sammanvuxen med Hanken 1975.            |                                               |                                               |                                               |                                               |

## Samhället

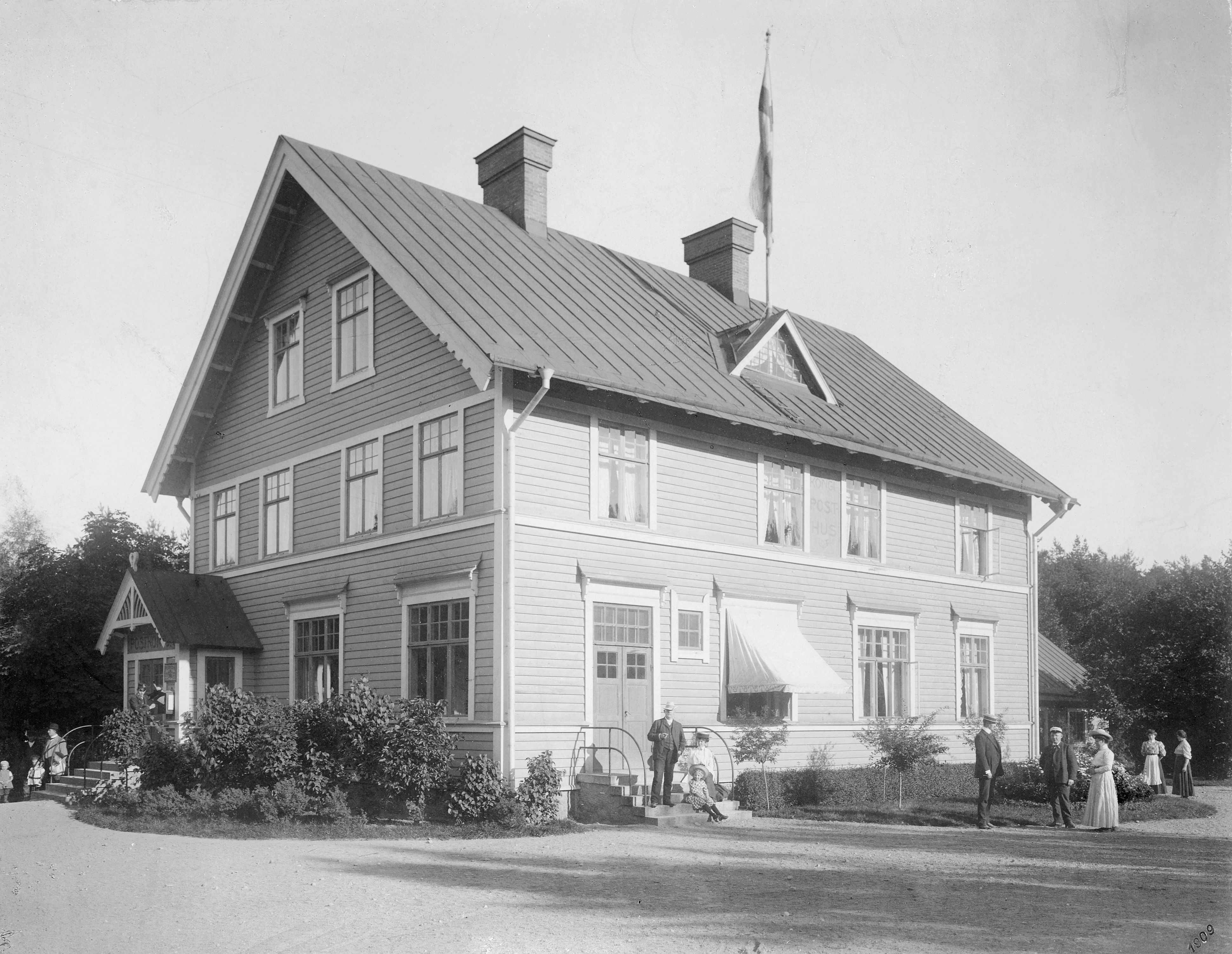
Posthuset, ritat av Victor Bodin, invigt 1904, rivet 1991

### Bankväsende
Sparbanken å Karlsborg grundades 1847, men upphörde på 1870-talet. Dess besparingsfond sades ha använts för att bekosta en orgel i församlingens kyrka. Senare etablerades ett nytt sparbankskontor som kom att tillhöra Swedbank.
Skaraborgs läns enskilda bank etablerade sig i Karlsborg i maj 1874. Skaraborgsbanken fanns kvar på orten under hela sin existens.
Nordea stängde kontoret på Kungsgatan 11 på 2010-talet. Den 31 juli 2017 stängde även Swedbank.